# Dragan Apić
Dragan Apić (en serbe : Драган Апић), né le 3 octobre 1995 à Novi Sad, en Serbie, est un joueur serbe de basket-ball évoluant au poste de pivot.

## Palmarès
- Champion du Monténégro 2021
- Coupe du Monténégro 2021
- Supercoupe de Pologne 2021
- Coupe de Russie 2023
- Meilleur marqueur de la Ligue adriatique 2019
- Champion d'Europe des moins de 20 ans 2015